# دينيس روجرز
دينيس روجرز (بالإنجليزية: Denis Rogers) هو سياسي نيوزلندي، ولد في 30 سبتمبر 1917، وتوفي في 7 ديسمبر 1987 بسبب نوبة قلبية. انتخب Mayor of Hamilton, New Zealand ‏ (1 ديسمبر 1959 – 1 أكتوبر 1968).